# South by Southwest
South by Southwest (SXSW) – cykliczne wydarzenie kulturalne, na które składają się festiwale filmowe, muzyczne, oraz konferencje technologiczne, organizowane w Austin w USA. Festiwale odbywają się corocznie w połowie marca, od 1987 roku.
Festiwal najbardziej dynamicznie rozwijał się w II dekadzie XXI w. Określany był nawet mianem największego festiwalu na świecie, w 2017 trwał łącznie 10 dni, wystąpiło ok. 2 tys. zespołów, wyświetlono kilkaset filmów, odbyło się ponad tysiąc paneli dyskusyjnych. W latach 2020–2021 z powodu pandemii koronawirusa zorganizowano jedynie mniejsze wydarzenia on-line.